# روزهای بهتری در پیش است
روزهای بهتری در پیش است (پرتغالی: Dias Melhores Virão) یک فیلم کمدی-درام برزیلی به کارگردانی کارلوس جیه‌گس است که در سال ۱۹۸۹ منتشر شد. از بازیگران این فیلم می‌توان به ماریلیا پرا، جوزه ویلکر و ریتا لی اشاره کرد.